# Tuż po weselu
Tuż po weselu (duń. Efter brylluppet) – duński dramat filmowy z 2006 roku w reżyserii Susanne Bier. Zdjęcia kręcono w Kopenhadze i Mumbaju. 
W 2007 nominowany do Oscara w kategorii filmów nieanglojęzycznych. W USA powstał anglojęzyczny remake, który reżyserował Michael Caton-Jones; w głównych rolach wystąpili Tom Wilkinson i Camilla Belle.